# Военфельдшер
Военфе́льдшер — персональное воинское звание (для военных фельдшеров, по аналогии с военными врачами) военно-медицинского состава Красной армии и флота ВС СССР, с 1937 года — всех родов войск, имевшего квалификацию фельдшера или медицинской сестры.
К военному званию при присвоении их командному и начальствующему составу запаса и переменному составу территориальных войск (при нахождении их вне кадров РККА) добавлялось слово «запаса» («военфельдшер запаса»); командный и начальствующий состав запаса, снятый с учёта военнообязанных запаса по возрасту или по болезни, сохранял своё военное звание с добавлением «в отставке» («военфельдшер в отставке»).

## История
Данное воинское звание (в/з) относилось к командному и начальствующему составу и присваивалось в ВС СССР в период с 1935 по 1943 годы.
Соответствовало званию лейтенант армейских частей, частей ВВС и ВМФ, а также званиям воентехник 2-го ранга, техник-интендант 2-го ранга, военветфельдшер, младший военный юрист.
Первое воинское звание военно-медицинского состава — «военфельдшер» — присваивалось лицам, окончившим военную школу (и приравненные к ней формирования) или сдавшим после прохождения действительной (срочной) военной службы установленные приказами Народного комиссара обороны Союза ССР испытания.
Очередное военное звание старший военфельдшер присваивается военнослужащему, имеющему в/з военфельдшер по истечении установленного срока, в три года, при наличии положительной аттестации, в отдельных случаях, при наличии выдающихся успехов в работе или особых заслуг, имеющему в/з военфельдшер могло быть присвоено очередное военное звание старший военфельдшер ранее истечения установленного срока.
Были установлены следующие предельные сроки пребывания на действительной и обязательной военной службе, для имеющих воинское звание «военфельдшер» — срок действительной военной службы — до 40 лет, обязательной военной службы — до 50 лет.

Самоотверженно работала на поле боя военфельдшер — комсомолка тов. Руденко. Под ураганным огнём противника она оказывала первую помощь раненым бойцам и командирам. 24.7, выполняя свой долг, тов. Руденко погибла как истинная дочь своей Родины от вражеского снаряда— Из политического донесения Политического управления Южного фронта Главному политическому управлению Красной армии о героизме личного состава фронта № 14201, от 30 июля 1941 года.

## Знаки различия
Были установлены нижеследующие знаки различия красного цвета на тёмно-зелёных петлицах с красной окантовкой с особой эмблемой для военно-медицинского состава сухопутных и воздушных сил РККА (командного и начальствующего состава РККА) соответствующие военному званию военфельдшер — два квадрата.

## Должности
Военфельдшер в ВС СССР назначался на следующие должности:
- фельдшер медико-санитарной роты (медсб);
- командир санитарного взвода медсанбата;
- фельдшер батальона (мотострелкового, танкового и прочего);
- старшая медицинская сестра специализированного отделения эвакуационного госпиталя;
- и другие.